# Epipterygium opararense
Epipterygium opararense är en bladmossart som beskrevs av Allan James Fife och Arthur Jonathan Shaw 1990. Epipterygium opararense ingår i släktet Epipterygium och familjen Bryaceae. Inga underarter finns listade i Catalogue of Life.